# Chata Skalka
Chata Skalka – górskie schronisko turystyczne położone w Beskidzie Morawsko-Śląskim w Czechach. Budynek znajduje się na wysokości 906 m n.p.m. na zachód od szczytu Skałki (932 m n.p.m., Masyw Wielkiego Połomu), w granicach administracyjnych Mostów koło Jabłonkowa.
Schroniskiem zarządza Sdružení Skalka (obiekt stanowi współwłasność centrali KČT, okręgu Morawsko-Śląskiego KČT i gminy Mosty koło Jabłonkowa – z przeważającymi udziałami KČT).

## Historia
Obiekt powstał jako inwestycja niemieckiego Beskidenvereinu i miał być konkurencją dla otwartego w 1924 roku schroniska Klubu Czechosłowackich Turystów pod Wielkim Połomem. Ówcześni członkowie Beskidenvereinu w celu pozyskania odpowiednich środków finansowych organizowali różne imprezy towarzyskie i kwesty. Kamień węgielny pod budowę położono 1 lipca 1928 r. a już 7 października schronisko został uroczyście otwarte.
Był to dwupiętrowy drewniany budynek z kamienną podmurówką i użytkowym poddaszem. Na parterze znajdowały się trzy mniejsze pomieszczenia restauracyjne, bufet i kuchnia, na piętrach było 12 pokoi dla gości i 3 noclegownie, łącznie z 60 łóżkami. Dalszych 60 miejsc noclegowych oferowano na siennikach. Obiekt wyposażono w oświetlenie elektryczne, wodociąg, łazienki, suszarnię, narciarnię, i magazyn. W pobliżu funkcjonowała mała skocznia narciarska.
W latach międzywojennych był miejscem spotkań tutejszych członków Partii Sudeckoniemieckiej. Po zajęciu Zaolzia jesienią 1938 roku przez krótki czas znalazł się w granicach Polski, niemniej nie zmienił właściciela – nadal był zarządzany przez Beskidenverein. W 1939 podawano, że schronisko dysponowało 45 łóżkami. W latach II wojny światowej budynek był punktem oparcia dla niemieckich formacji Jagdkommando, walczących z partyzantką, a także miejscem rekonwalescencji rannych żołnierzy.
Po wojnie schronisko przeszło w ręce Klub Czeskich Turystów (KČT), jednak działalność tej organizacji została w krótkim czasie zakończona. Obiekt przejęło państwo, zmieniali się najemcy. W latach powojennych obiekt był w zarządzie różnych organizacji, zajmujących się kulturą fizyczną (m.in. Československý svaz tělesné výchovy).
W 1991 roku Klub Czeskich Turystów odzyskał obiekt, który był jednak w tak złym stanie technicznym, że centralne władze klubu w 1994 roku rozważały jego sprzedaż. Koszty remontu oszacowano na 7 milionów koron. Ostatecznie, wobec sprzeciwu beskidzkiego oddziału KČT, schronisko pozostało w rękach organizacji. Od października 1994 roku rozpoczęły się w nim prace remontowe prowadzone w znacznej mierze przez kilkudziesięciu wolontariuszy. Czternaście dni przed ponownym otwarciem, 7 stycznia 1998 roku w budynku wybuchł pożar, który w ciągu dwóch godzin strawił jego drewnianą część. Prawdopodobną przyczyną była awaria instalacji elektrycznej. Akcję gaśniczą znacznie utrudniała zalegająca pokrywa śnieżna, która opóźniła przyjazd wozów strażackich.
Klub wkrótce przystąpił do odbudowy schroniska. Jeszcze zimą uprzątnięto pogorzelisko, a wiosną przystąpiono do budowy. W pracach brało udział kilkuset wolontariuszy, dotacje w wysokości 2 mln koron udzieliły powiaty Frydek-Mistek i Karwina oraz wieś Mosty. Wśród osób prywatnych rozprowadzano także cegiełki o wartości 100 koron. Budowa postępowała w rekordowo szybkim tempie: na Wielkanoc 1999 uruchomiono część restauracyjną, w 2000 roku zaczęto udzielać noclegów, a w pełną funkcjonalność obiekt odzyskał zimą 2002 roku. Obecny budynek został odtworzony w pierwotnej formie, choć już z cegły, jedynie obłożonej drewnem.
W 2012 roku gospodarzem był Josef Szotkowski.

## Warunki pobytu
Obiekt oferuje 40 miejsc noclegowych w 15 pokojach. Na miejscu znajduje się restauracja, prowadzona jest obsługa grup oraz imprez. Schronisko jest czynne od wtorku do niedzieli, natomiast w poniedziałki tylko po uprzedniej rezerwacji.

## Szlaki turystyczne
- Mosty koło Jabłonkowa – Chata Skalka – Wielki Połom (1067 m n.p.m.) – Čuboňov (1011 m n.p.m.) – Przełęcz pod Małym Połomem (990 m n.p.m.) – Bílý Kříž (905 m n.p.m.)
- Bocanovice (Boconowice) st. kol – Chata Skalka